# Srednji Del
Srednji Del (cyr. Средњи Дел) – wieś w Serbii, w okręgu pczyńskim, w mieście Vranje. W 2011 roku liczyła 48 mieszkańców.